# Juan Octavio Prenz
Juan Octavio Prenz (La Plata, 1932.) je argentinski književnik, povjesničar književnosti i prevoditelj. Piše pjesme, romane i eseje. Podrijetlom je iz Hrvatske. 
Roditelji su mu se rodili u središnjoj Istri. Otac je rodom iz Kringe, a mati iz Cerovlja. Emigrirali su u Argentinu 1930-ih. Tako se rodio u Argentini. Još u djetinstvu slušao je priče o Velom Joži. Zbog političkih razloga bio je prisiljen napustiti Argentinu, pa je više od pola života proveo u egzilu. Između ostalih sredina, živio je i radio u Beogradu u dva navrata, od 1962. do 1967. godine. Prevodio je na španjolski djela književnika iz Jugoslavije. Objavio je brojne književne kritike o hispanoameričkoj književnosti i komparativnoj književnosti. djela Od 1975. živi i radi u Trstu.
Prijateljevao je s Borgesom i Nerudom.
Profesor Elvio Guagnini s tršćanskog sveučilišta ovako je opisao Prenza kao književnika: "iznimno osebujan autor, njegovo stvaralaštvo ulazi u razne tematske i interesne sfere, a objavio je brojne naslove. U nekim je svojim djelima pomalo kafkijanski, ima vrlo razrađeni stil i u stanju je percipirati detalje na vrlo sugestivan način. On je povjesničar španjolske književnosti, esejist, književnik, prevoditelj, a sve to čini vrlo dobro i kvalitetno".
U Trstu 2000-ih vodi Hrvatsku književnu radionicu.

## Djela
- Cuentas claras
- Apuntes de historia
- Habladurías del Nuevo Mundo
- Cortar por lo sano
- Antologija kratke priče Latinske Amerike (prir. J.A. Prenz, prevela Ljiljana Popović i dr.), 1983.
- Historia de la literatura hispanoamericana
- El Cid y Krállevich Marko: una primera aproximación, 1983.
- El señor Kreck